# Чёртова Мельница (водопад)
Чёртова Мельница — водопад в России, в Северной Осетии, в долине реки Урух, на территории ФГБУ «Национальный парк „Алания“».
Водопад находится на реке Харесидон ниже водопада Галдоридон, в верхней части каньона реки. В месте падения воды — мощная яма выбивания.
Среднее количество воды, протекающей через водопад за одну секунду доходит до 10—20 м³ летом и 3—4 м³ зимой. В периоды наводнений и во время паводка на реке Харесидон это значение может достигать 50 м³ в секунду.
Н. Рашевский о водопаде и прилегающей местности писал: «Скоро слышен шум водопада. Урух всей своей массой делает огромный прыжок в несколько метров. Вся местность поражает дикой прелестью».